# Pat Falloon
Patrick J. "Pat" Falloon, född 22 september 1972, är en kanadensisk före detta professionell ishockeyforward som tillbringade nio säsonger i den nordamerikanska ishockeyligan National Hockey League (NHL), där han spelade för ishockeyorganisationerna San Jose Sharks, Philadelphia Flyers, Ottawa Senators, Edmonton Oilers och Pittsburgh Penguins. Han producerade 322 poäng (143 mål och 179 assists) samt drog på sig 141 utvisningsminuter på 575 grundspelsmatcher. Han spelade också på lägre nivåer för HC Davos i Nationalliga A (NLA) och Spokane Chiefs i Western Hockey League (WHL).
Falloon draftades i första rundan i 1991 års draft av San Jose Sharks som andra spelare totalt.

## Statistik
| 1987–1988  | Yellowhead Chiefs   | MMHL       | 52  | 74  | 69  | 143 | 50  | —  | —  | —  | —  | —  |
| 1988–1989  | Spokane Chiefs      | WHL        | 72  | 22  | 56  | 78  | 41  | —  | —  | —  | —  | —  |
| 1989–1990  | Spokane Chiefs      | WHL        | 71  | 60  | 64  | 124 | 48  | 6  | 5  | 8  | 13 | 4  |
| 1990–1991  | Spokane Chiefs      | WHL        | 61  | 64  | 74  | 138 | 33  | 15 | 10 | 14 | 24 | 10 |
| 1991–1992  | San Jose Sharks     | NHL        | 79  | 25  | 34  | 59  | 16  | —  | —  | —  | —  | —  |
| 1992–1993  | San Jose Sharks     | NHL        | 41  | 14  | 14  | 28  | 12  | —  | —  | —  | —  | —  |
| 1993–1994  | San Jose Sharks     | NHL        | 83  | 22  | 31  | 53  | 18  | 14 | 1  | 2  | 3  | 6  |
| 1994–1995  | San Jose Sharks     | NHL        | 46  | 12  | 7   | 19  | 25  | 11 | 3  | 1  | 4  | 0  |
| 1995–1996  | San Jose Sharks     | NHL        | 9   | 3   | 0   | 3   | 4   | —  | —  | —  | —  | —  |
|            | Philadelphia Flyers | NHL        | 62  | 22  | 26  | 48  | 6   | 12 | 3  | 2  | 5  | 2  |
| 1996–1997  | Philadelphia Flyers | NHL        | 52  | 11  | 12  | 23  | 10  | 14 | 3  | 1  | 4  | 2  |
| 1997–1998  | Philadelphia Flyers | NHL        | 30  | 5   | 7   | 12  | 8   | —  | —  | —  | —  | —  |
|            | Ottawa Senators     | NHL        | 28  | 3   | 3   | 6   | 8   | 1  | 0  | 0  | 0  | 0  |
| 1998–1999  | Edmonton Oilers     | NHL        | 82  | 17  | 23  | 40  | 20  | 4  | 0  | 1  | 1  | 4  |
| 1999–2000  | Edmonton Oilers     | NHL        | 33  | 5   | 13  | 18  | 4   | —  | —  | —  | —  | —  |
|            | Pittsburgh Penguins | NHL        | 30  | 4   | 9   | 13  | 10  | 10 | 1  | 0  | 1  | 2  |
| 2000–2001  | HC Davos            | NLA        | 43  | 12  | 26  | 38  | 49  | 4  | 1  | 0  | 1  | 2  |
| 2001–2002  | Foxwarren Falcons   |            | 23  | 51  | 60  | 111 | 0   | —  | —  | —  | —  | —  |
| 2002–2003  | Foxwarren Falcons   |            | 23  | 47  | 64  | 111 | 6   | —  | —  | —  | —  | —  |
| 2003–2004  | Foxwarren Falcons   |            | 26  | 55  | 63  | 118 | 8   | —  | —  | —  | —  | —  |
| 2004–2005  | Foxwarren Falcons   |            | 16  | 23  | 41  | 64  | 4   | —  | —  | —  | —  | —  |
| 2005–2006  | Foxwarren Falcons   |            | 22  | 44  | 49  | 93  | 10  | —  | —  | —  | —  | —  |
| 2006–2007  | Foxwarren Falcons   |            | 21  | 28  | 48  | 76  | 14  | —  | —  | —  | —  | —  |
| NHL totalt | NHL totalt          | NHL totalt | 575 | 143 | 179 | 322 | 141 | 66 | 11 | 7  | 18 | 16 |
| WHL totalt | WHL totalt          | WHL totalt | 204 | 146 | 194 | 340 | 122 | 21 | 15 | 22 | 37 | 14 |